# Galerie Pedro Esquerre
Die Galerie Pedro Esquerré, in Matanzas, Kuba, ist das Museum des Consejo provincial de las Artes Visuales en Matanzas (Zentrum für Kultur der Provinz von Matanzas) und die älteste Galerie der Stadt.

## Geschichte
Die Galerie der Provinz Matanzas, Pedro Esquerré befindet sich im Haus „La Vigía“, einem historischen Gebäude errichtet in den Jahren 1880 und 1830 auf dem Grundstück der ehemaligen Zollbehörden. Von hohem historischem und architektonischem Wert in eklektischen Stil gebaut, mit einer prächtigen Arkade, umrahmt es zusammen mit dem Palacio de Junco und dem Teatro Sauto aus dem 19. Jahrhundert, den historischen Platz de la Vigía.
Es gilt als eines der repräsentativsten Gebäude der Stadt.
In den 1960er Jahren wurden die Räume des Hauses „La Vigía“ mit dem Museum Galería Pedro Esquerré besetzt. Derzeit verfügt das Gebäude neben dem Museum über Wohnungen im Obergeschoss und einem Café im Untergeschoss. Es beherbergt seit 1985 die Editorial Ediciones Vigía, einem Verlag für handgemachte Bücher.

## Ausstellungen
Pedro Esquerre ist der Sitz des Zentrums für Kulturerbe der Provinz Matanzas und wird derzeit von Juan Francisco González, Direktor des Provinzrats für Bildende Künste in Matanzas geleitet. Seinen Namen erhielt sie als Hommage an den bildenden Künstler Pedro Esquerré aus der Provinz Matanzas, Maler des Werks Der Prozess des Osiris, ein Wandgemälde, das 1960 laut Legende von Che hoch geschätzt wurde. Das Zentrum zeigt zeitgenössische Kunstausstellungen kubanischer und internationaler Künstler und organisiert verschiedene weitere kulturelle Aktivitäten. Offizieller Austragungsort der Kubanischen Biennale kollaborierte die Galerie am bisher größten internationalen Kultur-Projekts der Gegend, dem „Ríos intermitentes“, welches 2019 von der kubanischen Künstlerin María Magdalena Campos-Pons geprägt wurde, mit der Zusammenarbeit von Künstlern wie Carrie Mae Weems, Melvin Edwards, Paul Stephen Benjamin, Alicia Henry und Jamaal B. Sheets. Die Galerie hat zeitweise Bestände des Museo de Arte de Matanzas, dem Kunstmuseums von Matanzas ausgestellt.
Nach einer Pause während der COVID-19-Pandemie öffneten sie erneut ihre Türen im November 2021 mit der Ausstellung „Seguimos el combate“ mit Werken von jungen Künstlern der Provinz wie Alexander Lobaina, Osmany Betancourt Falcón, Erich González Triana, Alejandro Vega Baró, Adversi Alonso, Alexis Plasencia García, und Adrián Socorro.
2022 zeigt das Zentrum für Kultur der Provinz Matanza in Zusammenarbeit mit der Ludwig Stiftung von Kuba die Ausstellung Vest + Menté mit Werken des aus Matanza stammenden Schweizer Künstlers Daniel Garbade. Seine überdimensionalen bemalten Kleidungsstücke erzählen die Geschichte seiner Familie in Kuba.

## Galerie

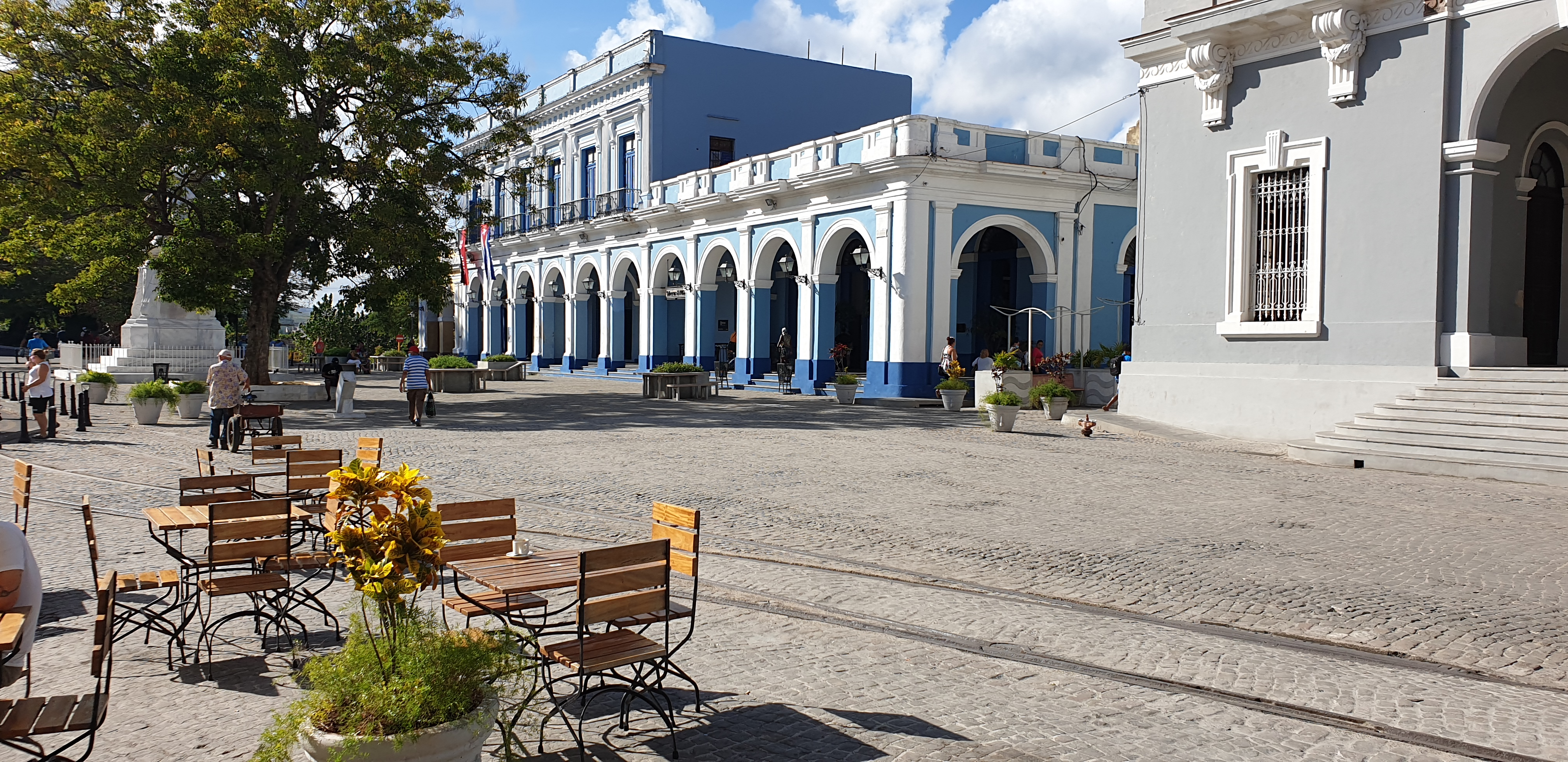
Museum Galerie Pedro Esquerré
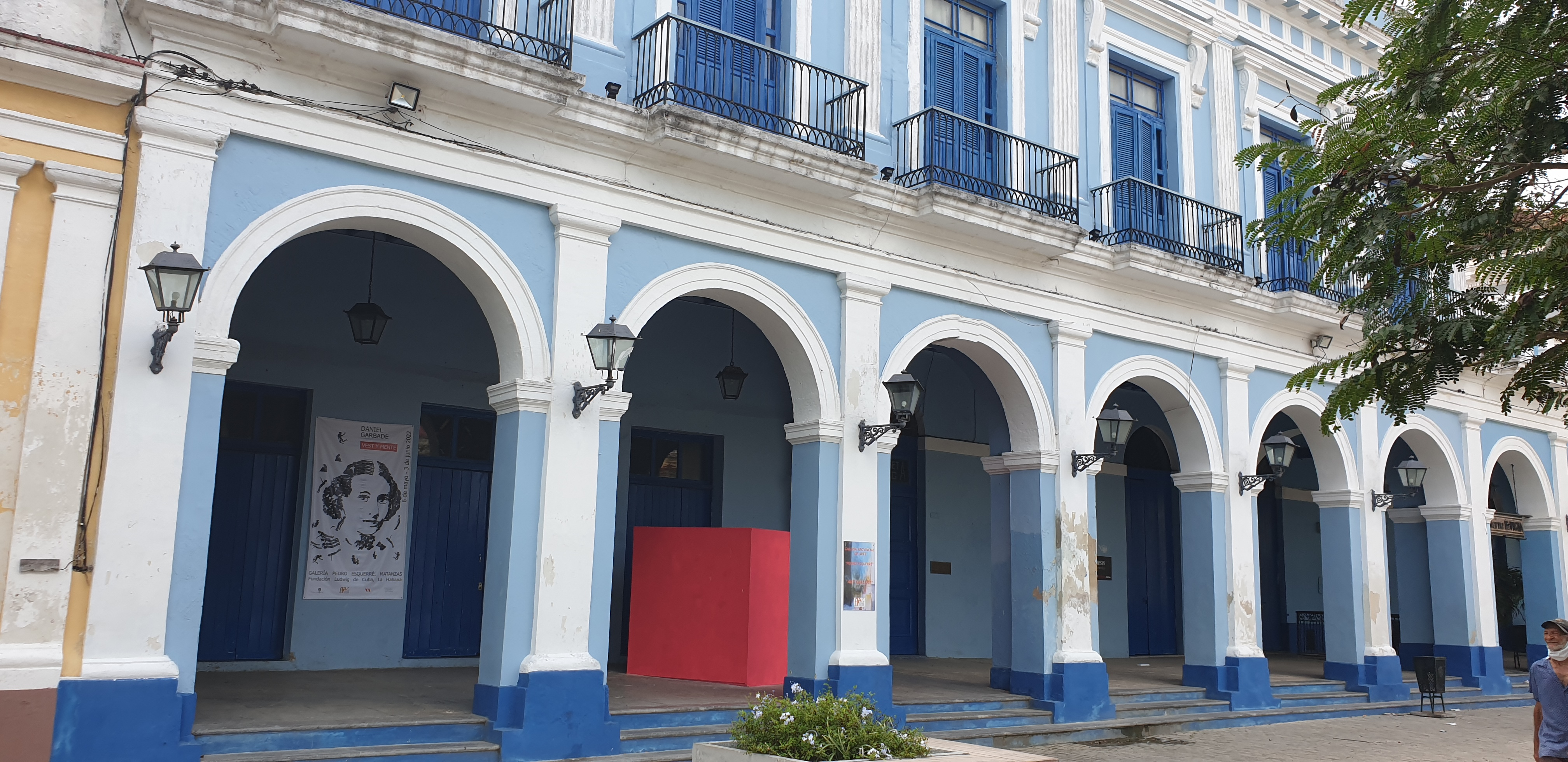
Fassade Galería Pedro Esquerré
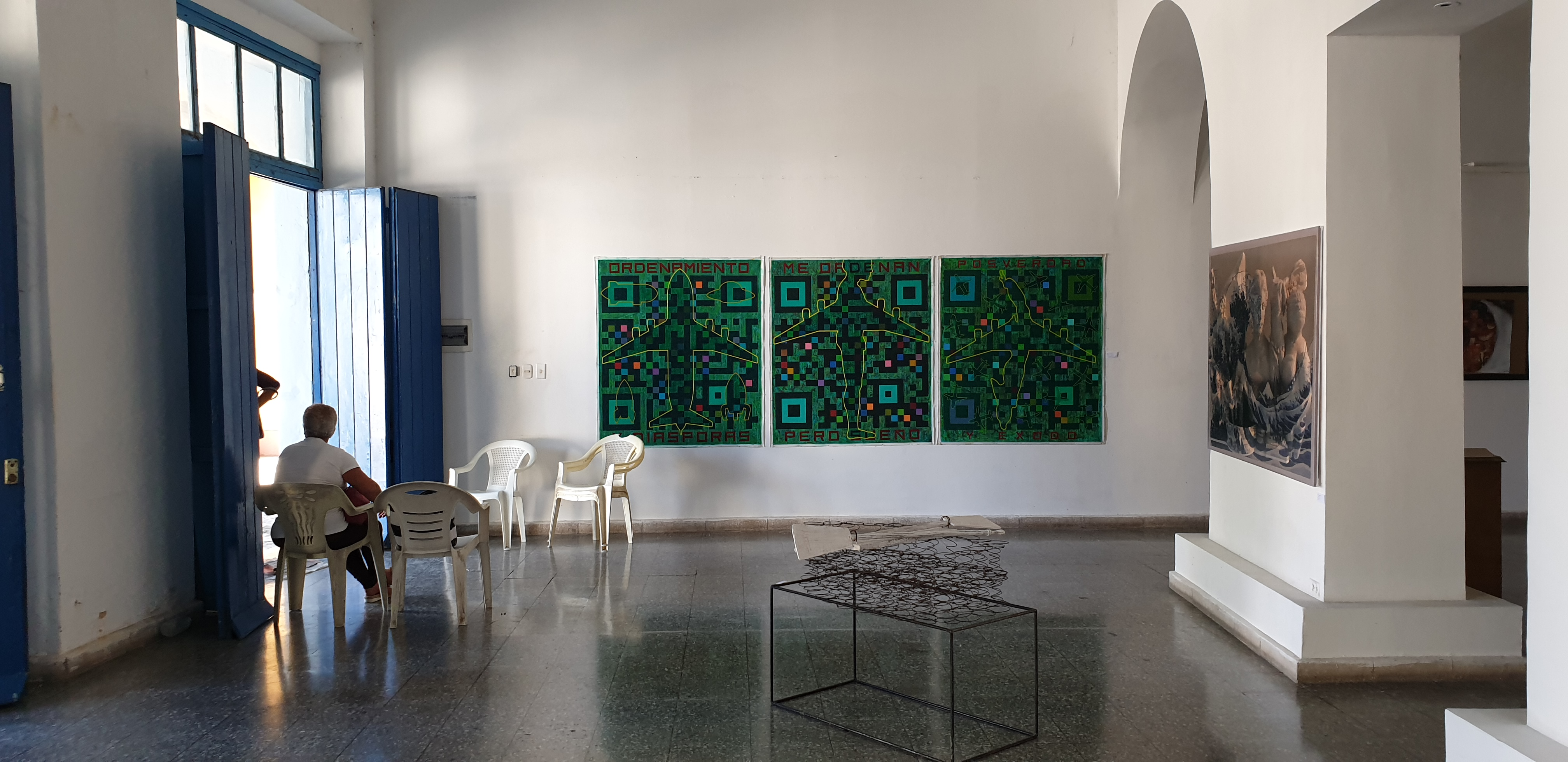
Eingang
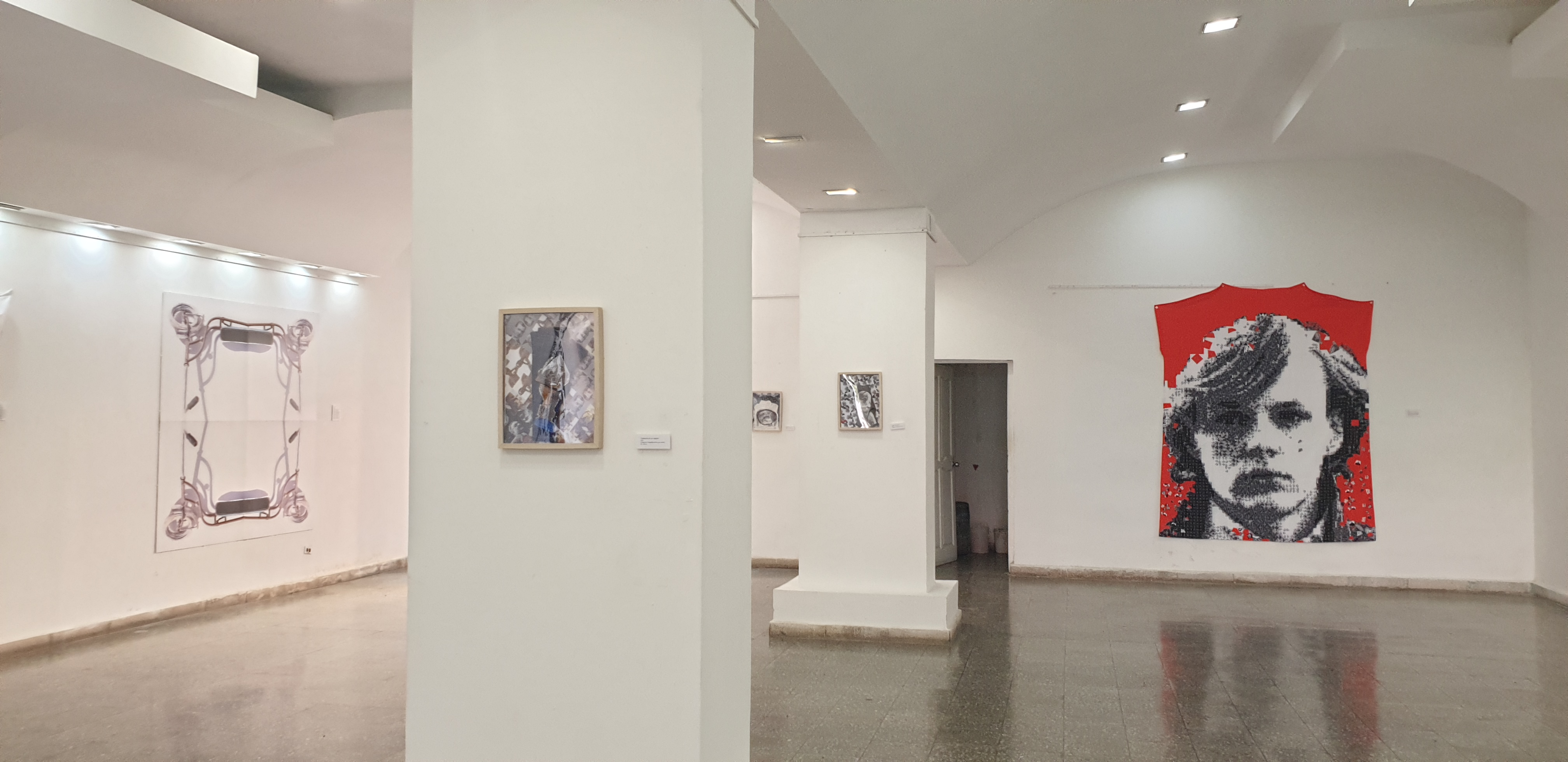
Ausstellung
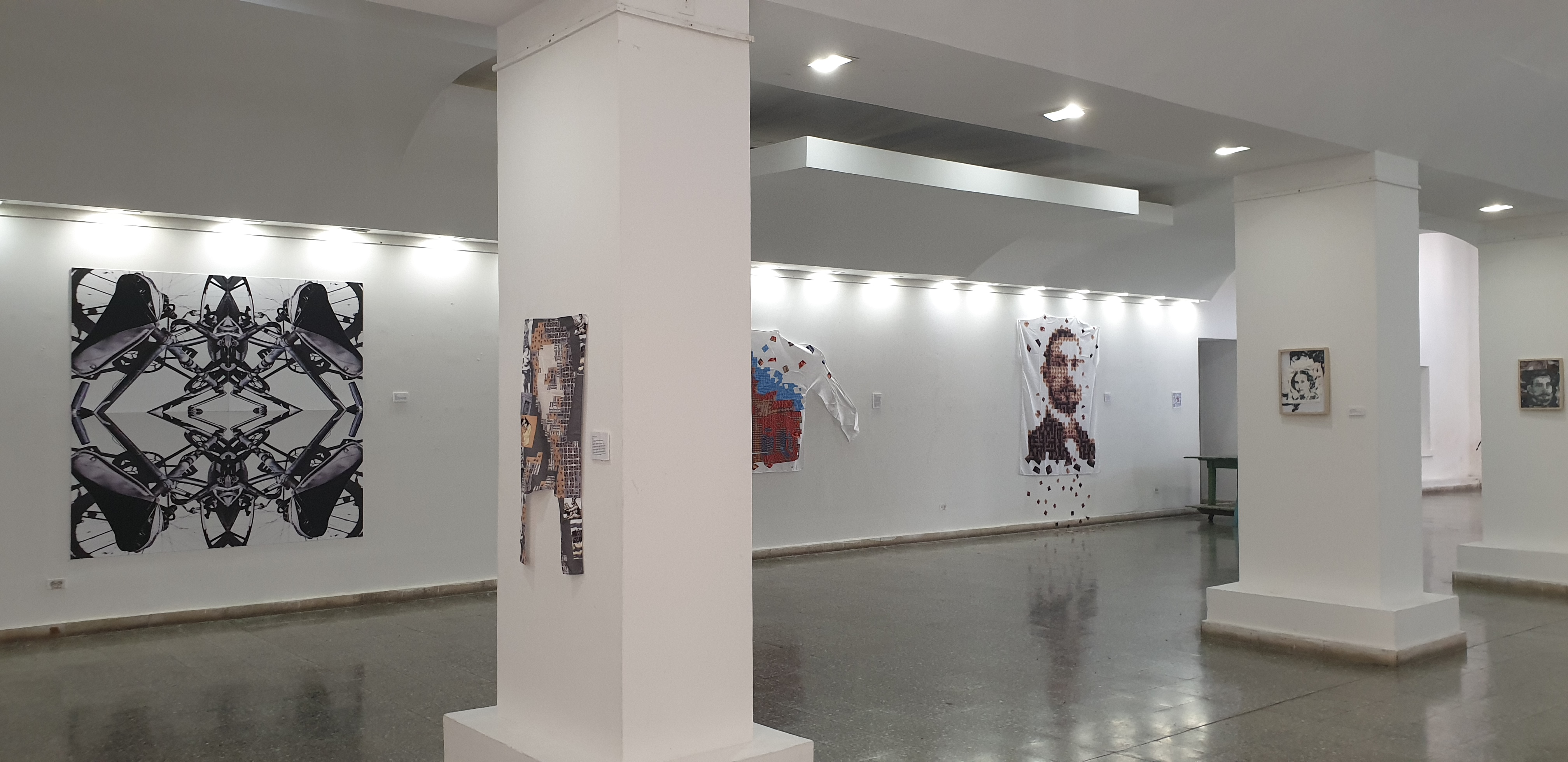
Ausstellung
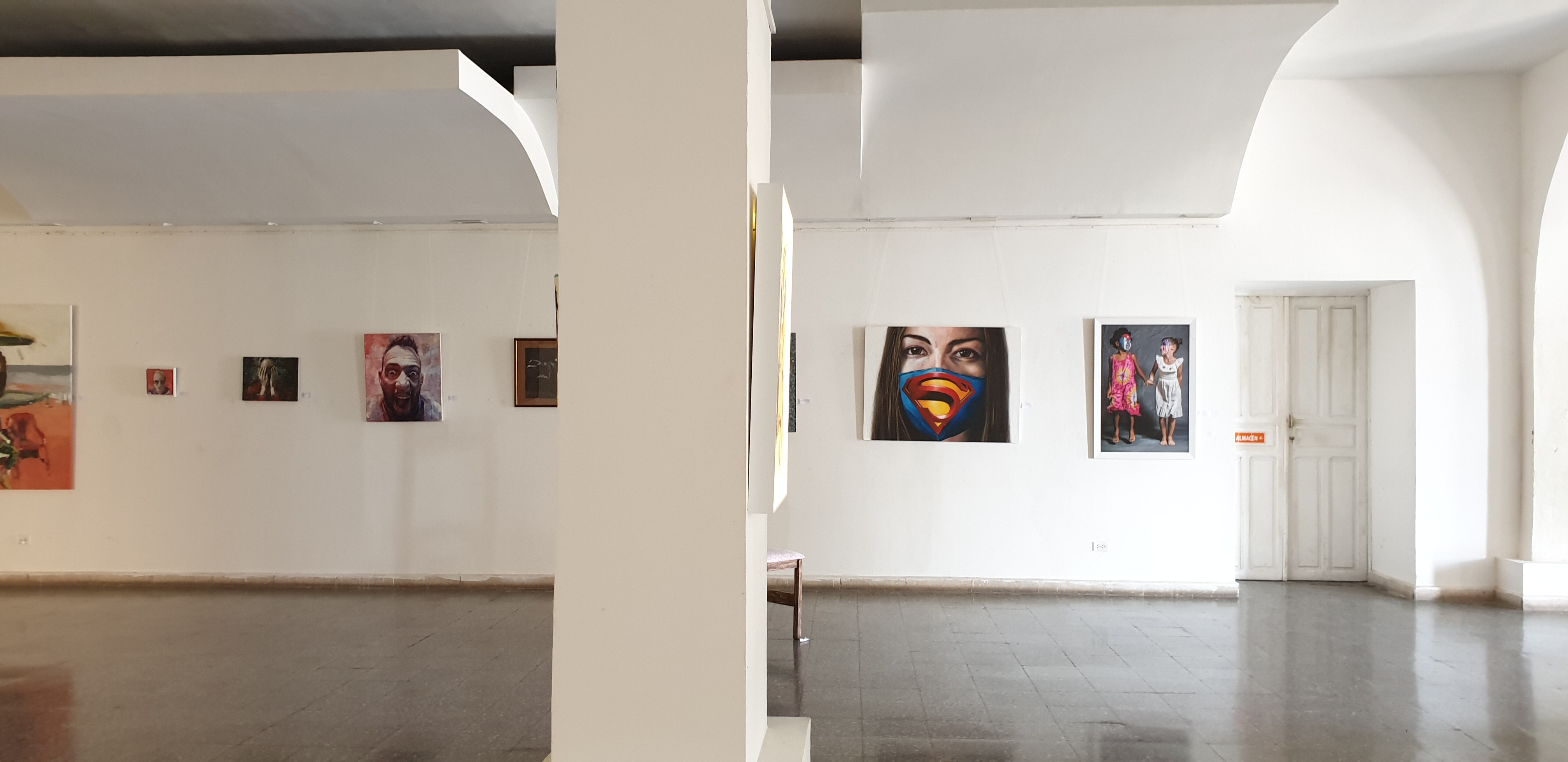
Saal des Museums
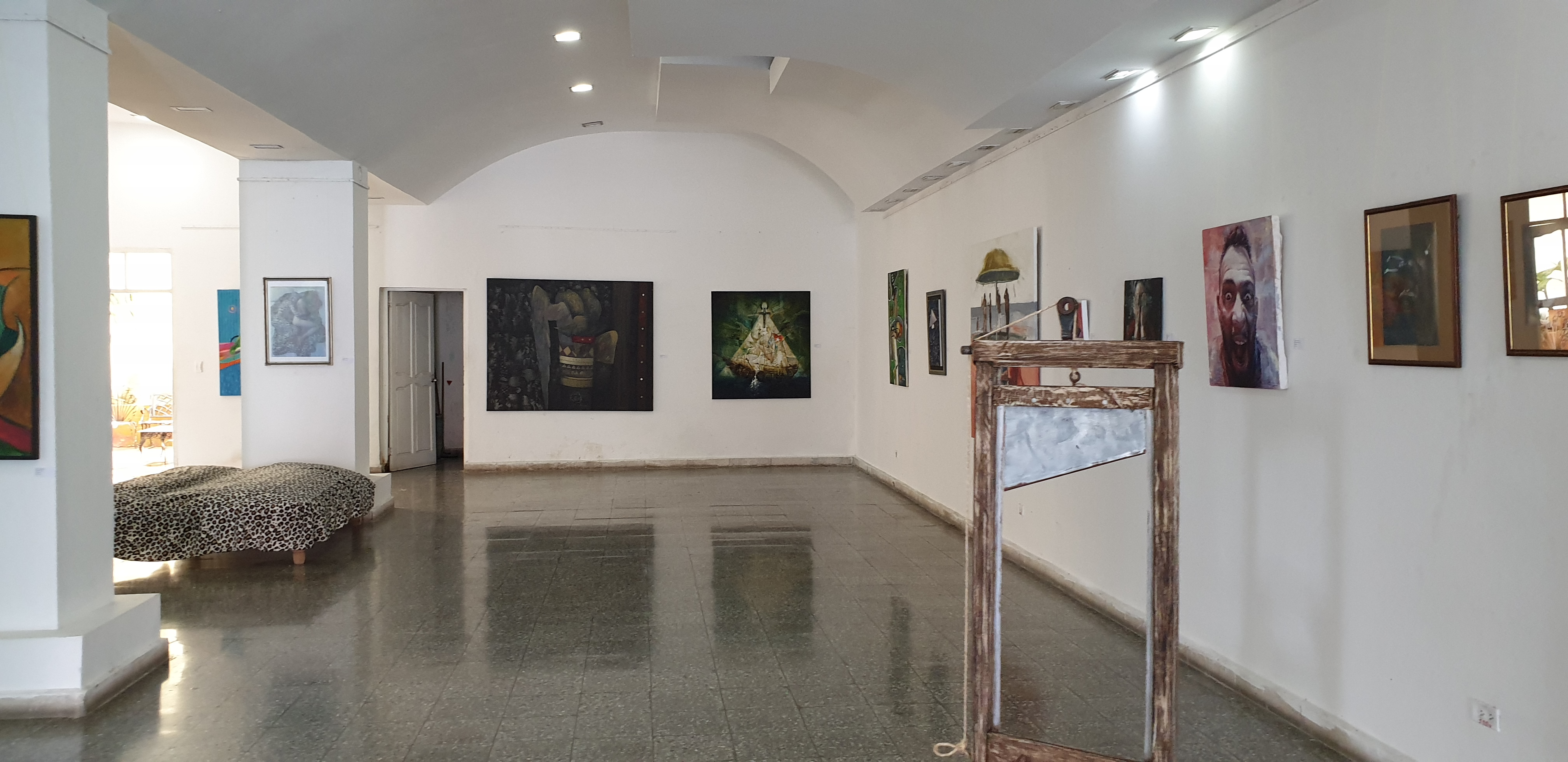
Saal des Museums